# História de Ortigueira (Paraná)
A História de Ortigueira teve início quando os primitivos autóctones, indígenas da nação Tupi-Guarani, ocuparam os campos nativos do Segundo Planalto Paranaense. As terras de Ortigueira além de indígenas, tiveram a presença de jesuítas, bandeirantes, tropeiros, imigrantes e diversos exploradores, que contribuíram para o contexto histórico local e regional.

## Origens e antecedentes
O atual território de Ortigueira pertenceu ao extinto território da República do Guairá. Portanto, na década de 1620 os jesuítas espanhóis fundaram mais de onze reduções no Guayrá, entre elas Nuestra Señora de la Encarnación, no vale do rio Tibagi, na atual localidade de Natingui. Logo, a partir de 1627, começaram os ataques bandeirantes em busca de indígenas fora das reduções e os indígenas sobreviventes nas reduções restantes (Loreto e San Ignacio Mini), no final de 1631, protagonizaram o Êxodo Guairenho, afastando muitos nativos da região.

## Ocupação e colonização
A primeira denominação que se deu ao atual município de Ortigueira foi Queimadas. Tudo começou com Adolpho Alves de Souza, Domiciano Cordeiro dos Santos e Marcílio Rodrigues de Almeira no início do século XX. Os três sertanejos procediam da região denominada Socavão, no município de Castro e procuravam um lugar para se estabelecerem. Em busca de solo fértil e farto, partiram sem destino definido rumo a Serra de Ortigueira, então município de Tibagi, e em mente tinham a esperança de encontrarem o local ideal para dar guarida às suas famílias.
Passaram por Castro, Tibagi e depois entraram no sertão desconhecido, em região serrana da margem esquerda do Rio Tibagi. Instalaram-se num outeiro chamado Monjolinho e ali formaram um pequeno povoado. Nesta época as cercanias eram habitadas por tribos indígenas, senhores da região desde tempos imemoriais. Sinal deste domínio é que ainda prevalece a presença de duas reservas indígenas neste território: Mococa (848 ha.) com 78 habitantes e Queimadas (3.081 ha.) com 336 remanescentes dos índios Caingangues.
Quando os forasteiros chegaram em um rio a que denominaram Formigas, os desbravadores se depararam com espesso taquaral, que lhes dificultava o acesso. Não titubearam e atearam fogo no tabocal, que seco, disse chamas numa área de aproximadamente 300 alqueires de terras. Quando a queimada assentou cinzas, os desbravadores ali se estabeleceram e no dia 1º de setembro de 1905 deitaram as primeiras sementes de feijão no chão de terra fofa. O resultado da colheita foi espetacular, a fertilidade do solo era de longe, muito melhor que a esperada. Este fato, aliada à exuberância da paisagem, motivou nossos pioneiros a permanecerem ali.
Não demorou muito e o trio pioneiro disseminou aos quatro cantos os predicados do lugar. Logo outras famílias vieram se juntar a eles. Nasce então a Vila de Queimadas e a procura do lugar continuou. O ex-soldado Isidoro da Rocha Pinto se torna o primeiro professor da povoação. Em 9 de abril de 1916 chega o carioca Manuel Teixeira Guimarães, que não tardou a se casar com a moça do lugar; em seguida foi a vez de Salvador Donato se estabelecer, dando grande impulso ao progresso de Queimadas. Prestou grande serviço espiritual ao povo de Queimadas o padre João Bragas.
Por volta de 1920 foi criada pela comunidade ucraniana a Colônia Caetê, a oeste da sede municipal. Já ao sul da sede, foi formada a partir de 1932 a Colônia Augusta Vitória, com descendentes de alemães que vieram tanto de regiões do Paraná como de Santa Catarina. O governo alemão, por meio do seu cônsul no Paraná, esteve diretamente envolvido na criação da colônia, incentivando a vinda de colonos devido a fatores políticos que ocorriam na Alemanha.
No passado o garimpo foi a principal atividade econômica local. Contudo, a prática garimpeira foi sendo substituída pela agricultura, pecuária e apicultura. Outro ciclo econômico importante no passado foi o ciclo dos porcadeiros, que desenvolveram a suinocultura no município. Os safristas ou "tropeiros de porcos" levavam os animais para centros urbanos como Guarapuava, Ponta Grossa e Jaguariaíva, onde produziam a gordura animal e depois revendiam para outros mercados consumidores, como São Paulo. Deste ciclo econômico, o município preservou o hábito de consumo de carne suína, sendo o prato típico de Ortigueira a costelinha de porco no mel. Atualmente, o município apresenta o maior rebanho bovino do Paraná.

## Emancipação e formação administrativa
Em 9 de abril de 1921 Queimadas é elevada à categoria de Distrito Judiciário no município de Tibagi. Nesta ocasião foi empossado como Sub-Delegado de polícia Francisco Barboza de Macedo e o primeiro Juiz de Paz foi Salvador Donato. O Cartório de Paz foi instalado em 9 de novembro de 1921, sendo primeiro Escrivão Tabelião o sr. Manuel Teixeira Guimarães.
O distrito policial de Lajeado Bonito foi criado pelo Decreto nº 1.579, de 4 de setembro de 1929. Em 17 de março de 1928 foi criado pela Lei nº 2511 o Distrito de Monjolinho. Pela Lei nº 2713 de 20 de março de 1930 foi criado o distrito de Bela Vista. Em 21 de agosto de 1933 foi criado pela Lei nº 185 o distrito de Lajeado Bonito. Pelo decreto-lei estadual n.º 199, de 30 de dezembro de 1943, o distrito de Queimadas passou a denominar-se Ortigueira. Sob o mesmo decreto o distrito de Bela Vista passou a denominar-se Natingui. Em 14 de novembro de 1957 foi criado o Distrito do Barreiro.
Em 15 de novembro de 1951, pela Lei Estadual nº 790, sancionada pelo governador Bento Munhoz da Rocha Netto, foi criado o município, com denominação alterada para Ortigueira, justa homenagem a Serra da Ortigueira e a Ortigueira na Espanha de onde saíram navegantes e desbravadores que denominaram a serra em homenagem a sua cidade natal em país distante. A instalação se deu em 14 de dezembro de 1952, sendo primeiro prefeito municipal Francisco Sady de Brito.